# Suhurlui
Suhurlui – wieś w Rumunii, w okręgu Gałacz, w gminie Suhurlui. W 2011 roku liczyła 1291 mieszkańców.